# Aëtios von Amida
Aëtios von Amida (griechisch Ἀέτιος Ἀμιδηνός Aëtios Amidēnos, auch lateinisch Aëtius Amidenus, Aetius Antiochenus, Aetius und Ätius; * 502 in Amida, Mesopotamien; † 575) war ein spätantiker oströmischer/byzantinischer Mediziner und Verfasser medizinischer Schriften, insbesondere einer medizinischen Kompilation in 16 Büchern. Er studierte Medizin in Alexandria und wurde Leibarzt von Justinian I. in Konstantinopel. Seine Schriften beruhen auf älteren medizinischen Werken von Pedanios Dioskurides, Rufus von Ephesos und Galenos.

## Leben
Aëtios war Christ und stammte aus der mesopotamischem Kleinstadt Amida am oberen Tigris. Er wurde an der Medizinschule von Alexandria zum Arzt ausgebildet und brachte es in Konstantinopel (etwa 540 bis 550) bis zum direkten Gefolgsmann (comes obsequii) von Justinian I., vermutlich als dessen Leibarzt.

## Schriften
Sein Werk stellt eine nach dem Vorbild des Oreibasios erstellte Zusammenfassung des medizinischen Wissens seiner Zeit dar, wobei auch magische Elemente der Volksmedizin in den Rezepturen zu finden sind. Aëtios war der Erste, der den Leistenbruch bei Frauen und dessen chirurgische Therapie beschrieb. Aëtios teilte seine Schriften in 16 Bücher ein (griechisch Βιβλία Ἰατρικὰ Ἑκκαίδεκα Biblía Iatriká Hekkaídeka „16 Bücher über die Medizin“), die später zu 4 Teilen zusammengefasst wurden, den Tetrabibloi oder Tetrabibli (vier Hauptbücher mit jeweils vier Untergruppen), genannt auch Tetrabiblon, auf die sich häufig Zitierungen beziehen.
- Aetii Medici Graeci Contractae ex Veteribus Medicinae Tetrabiblos, hoc est quaternio, id est libri universales quatuor, singuli quatuor sermones complectentes, ut sint in summa quatuor sermonum quaterniones, id est sermones XVI. Per Janum Cornarium Medicum Physicum Latine conscripti. Froben, Basel 1542 (Übersetzung aus dem Griechischen von Janus Cornarius). Digitalisat der Ausgabe im Internet Archive
- Contractae ex veteribus medicinae sermones XVI. Farrea, Venedig 1543–1544.
- Aetii Medici Graeci Contractae ex Veteribus Medicinae Sermones XVI. Per Janum Cornarium Medicum Physicum Latine conscripti. Venetiis : Gryphius, 1549 (weitere Ausgabe der Übersetzung von Janus Cornarius mit anderer Paginierung). Digitalisat der Ausgabe (Universitäts- und Landesbibliothek Düsseldorf)
- Librorum medicinalium tomus[3] primus, primi scilicet libri octo nunc primum in lucem editi
- Tomus primus, secundus et tertius de re medica.
- Aetii Amideni Libri medicinales I-IV. Hrsg. von Alexander Olivieri. Teubner, Leipzig, Berlin 1935 (= Corpus medicorum graecorum. VIII, Band 1; kritische Edition des griechischen Textes). Digitalisat (Berlin-Brandenburgische Akademie der Wissenschaften, BBAW).
- Aëtii Amideni Libri medicinales V-VIII. Hrsg. von Alexander Olivieri. Teubner, Berlin 1950 (= Corpus medicorum graecorum. VIII, Band 2; kritische Edition des griechischen Textes). Digitalisat (BBAW).
- Max Wegscheider. Geburtshülfe und Gynäkologie bei Aëtios von Amida (Buch 16 der Sammlung). Springer, Berlin 1901. Digitalisat (Université Paris Cité).

## Ehrungen
Nach Aetios benannt ist die Pflanzengattung Aetia Adans. aus der Familie der Flügelsamengewächse (Combretaceae).